# Acrapex rhabdoneura
Acrapex rhabdoneura  là một loài bướm đêm thuộc họ Noctuidae. Nó được tìm thấy ở Châu Phi, bao gồm Kenya.
Sải cánh dài 22–26 mm.